# Güldal Akşit
Güldal Akşit (née le 23 janvier 1960 à Malatya (Turquie) et morte le 3 décembre 2021 à Ankara) est une femme politique turque. Membre de l'AKP, elle est députée entre 2002 et 2011 et ministre de la Culture et du Tourisme entre 2002 et 2003.

## Biographie
Elle est présidente de la commission parlementaire sur l'égalité entre les hommes et les femmes.
Elle est décédée du Covid-19.